# メルボルン市電W5形電車
W5形は、かつてオーストラリア・メルボルンの路面電車であるメルボルン市電で使用されていた電車。1930年代に量産が実施され、車体や機器の形状が異なる3種類の車両が作られた。

## 概要
メルボルン市電で長年に渡り導入が実施されたW形電車の1形式で、中央部に乗降口を有する両運転台のボギー車である。車内は仕切りにより中央の低床部分と前後の高床部分の3箇所に分けられており、前者には木製の座席が備わっていた一方、後者にはクッション付きの布張り座席が設置されており、製造当初前者は喫煙者向けの座席としても使用されていた。車体は木製部品を用いた内装を含めた半鋼製で、設計を単純化する事で車体の強化や軽量化が図られた。
台車や電気機器は車種によって異なり、CW5形は製造時の社会情勢もあり旧型電車の機器が流用されたが、W5形やCW5形についてはメルボルン・都市圏路面電車委員会（Melbourne & Metropolitan Tramways Board、MMTB）が開発した台車やアメリカ合衆国の各企業が展開した電気機器、制御装置などの新造品が用いられた。詳細は次項で述べる。
これらの車種は新型電車の導入により1980年代から廃車が始まり、MMTBの方針により1990年に他のW形と共に営業運転から一時撤退した。その後、SW5形のうち1両（842）については1994年のシティ・サークル線の運行開始に伴い復帰したものの、2011年に離脱した事が確認されている。それ以降、2020年時点でメルボルン市電で営業運転に使用されている車両は存在しないが、メルボルンに加えてシドニーやパースなど各地で多数の車両が保存されており、中にはアメリカ合衆国のサバンナ（リバーストリート・ストリートカー）のようにオーストラリア国外で動態保存が実施されている事例も存在する。

## 車種

### CW5形
メルボルン市内の路面電車が、同市が運営するMMTBの管轄下に置かれて以降、同事業者は市内に残存していた路面ケーブルカーを順次路面電車へ置き換えていった。その中でエリザベスストリートのケーブルカーを転換するのに合わせて導入されたのがCW5形である。
製造が実施された1930年代は世界恐慌の時期にあたり、メルボルンもその影響を免れなかった。そのため、製造費用を節約する目的でCW5形はC形電車の台車や制御装置が流用された。当初は39両が製造される予定だったが、実際に製造された5両（1935年製、681 - 685）において出力不足や脱線の頻発といった不具合が頻発した結果、それ以上の増備は行われる事がなかった。これらの車両は運用から外れた後、1956年に機器を交換しW5形電車への改造が実施された。

### W5形

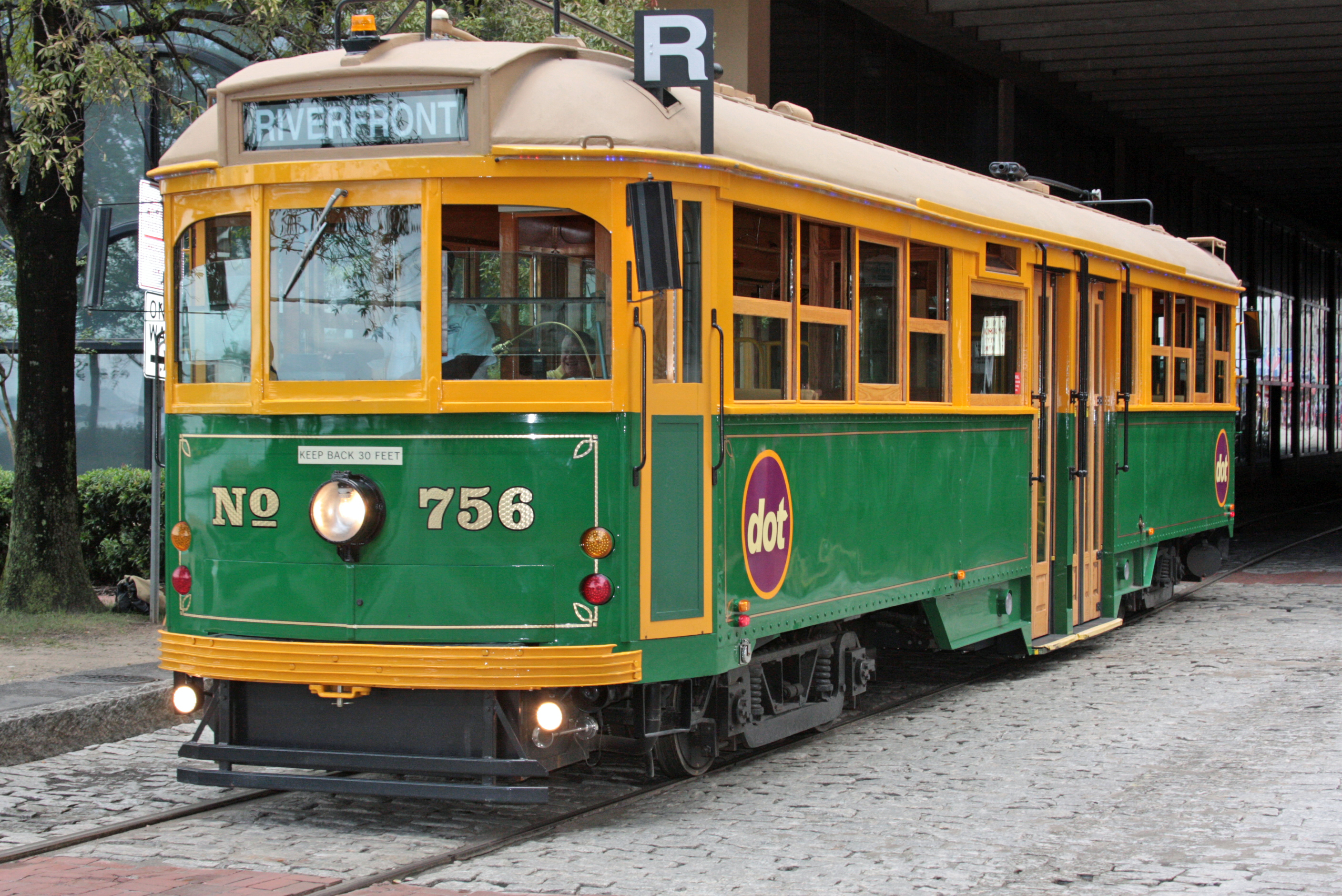
756
アメリカ・サバンナ譲渡後
（2009年撮影）

CW5形の失敗を受け、1936年以降の増備車両は台車や電気機器に新造品を用いたW5形に変更され、1939年までに120両（720 - 839）が製造された。これらの車両は台車にMMTBで開発された「No.15」と呼ばれる台車が採用され、軸ばねに板ばねではなくコイルばねを用いる事で騒音の抑制や軽量化が図られた。主電動機はアメリカのゼネラルエレクトリック（GE）製の247 A（出力40HP）が用いられ、各台車に2基設置された。制御装置（抵抗制御）は直列6段、平行4段からなる手動カム軸制御方式が採用されたが、一部車両についてはGEおよびウェスチングハウス・エレクトリック（WH）製の自動制御装置が試験的に用いられた。一方、車体についてはCW5形と同様の構造を有し、中央部には扉がない乗降口が3箇所存在した。
運行開始後は幾つかの改造が実施され、中央のみに設置されていた前照灯の左右への増設や、中央部の座席の布張り座席への交換が実施された。また1960年代後半以降、3箇所に存在した乗降口のうち中央の狭い乗降口が塞がれた。更に1983年以降は延命を兼ねた近代化工事が行われ、2箇所に残された乗降口に引き戸式の扉が設けられた他、形式名についても同様の形状を有するSW5形へ編入された。ただし対象となった車両は83両のみに留まり、工事は1986年に終了した。

### SW5形

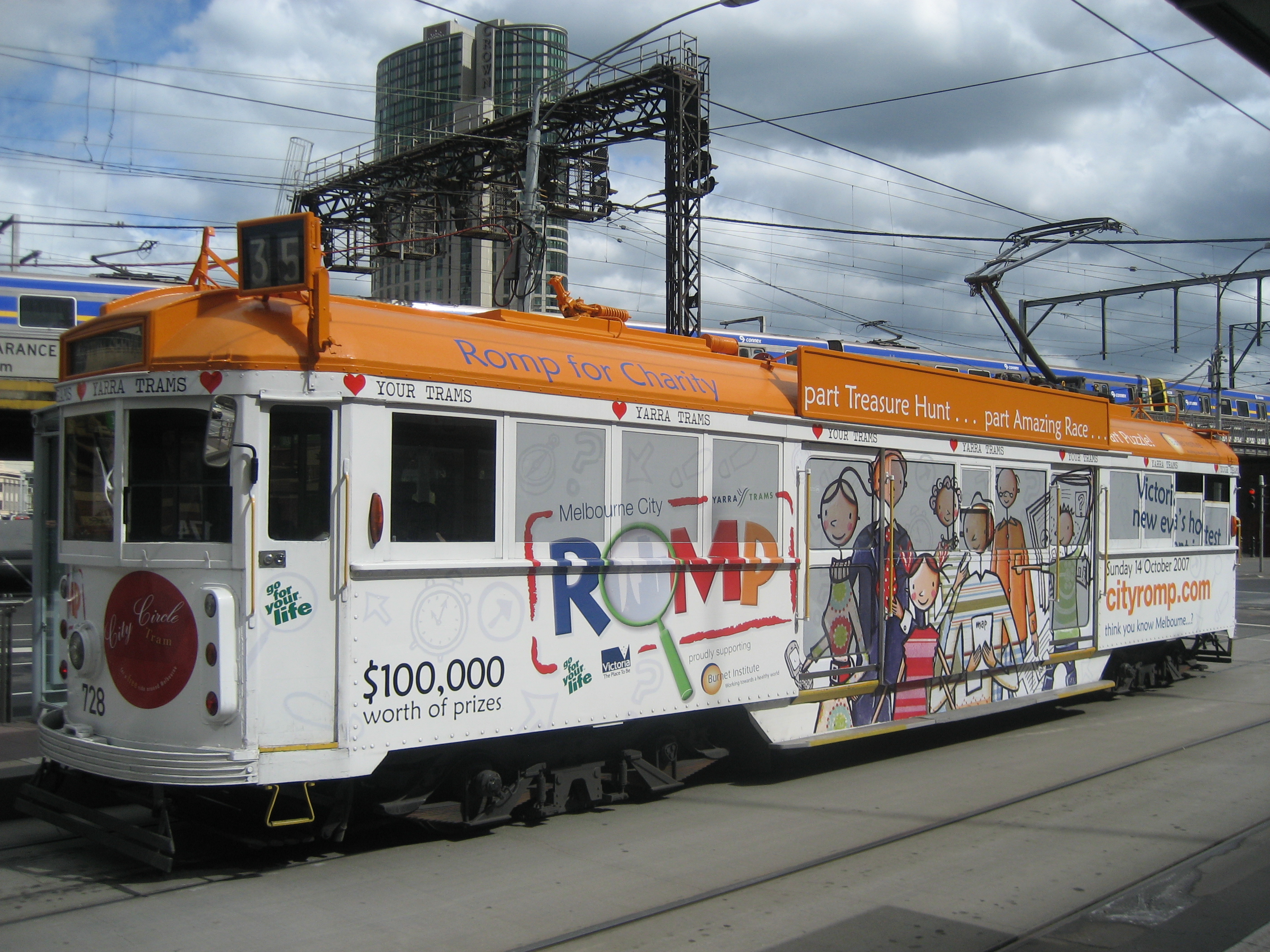
728
W5形からの編入車両
（2007年撮影）

1939年に製造され、SW5形という形式名が与えられた10両（840 - 849）は車体設計が変更され、引き戸式の乗降扉や金属製の窓枠が採用された。これは同年に製造された、次世代の路面電車車両の試作車として作られたSW6形（850）の設計を基にしたもので、メルボルン市電向けの量産車として初の採用事例となった。
以降の増備はSW6形の量産車へ移行したため新造車は10両のみに留まったが、1955年（785）、1956年（787）に事故で破損したW5形が復旧時にSW5形に改造された他、前述の通り1980年代に延命工事を受けたW5形の83両がSW5形に編入された。